# Szőllősy András
Szőllősy András (Szászváros, 1921. február 27. – Budapest, 2007. december 6.) Kossuth- és Széchenyi-díjas magyar zeneszerző, zenetudós.

## Életútja
Amikor középiskolai tanulmányainak befejeztével 1939-ben Kolozsvárról Budapestre jött, még nem döntött a zeneszerzői pálya mellett. A Pázmány Péter Tudományegyetem magyar–francia szakára iratkozott be (ahol 1943-ban doktori fokozatot szerzett), a Zeneakadémián pedig zeneszerzést tanult. Az 1940-ben nyugalomba vonuló Kodály Zoltán csak egy évig volt Szőllősy mestere, a második tanévtől Siklós Albert volt a tanára. Siklós azonban a rákövetkező évben meghalt, így Szőllősy utolsó zeneakadémiai évét Viski János növendékeként végezte el. Közvetlenül a háborút követően ösztöndíjat kapott Rómába, ahol a Santa Cecilia Akadémián az 1947/48-as tanévben Petrassi mesteriskolájába járt.
Gondolkodásmódjára és művészi hitvallására három fontos helyszín gyakorolta a legnagyobb hatást, mégpedig: Kolozsvár, az Eötvös Collegium, valamint Róma.
Baráti köréhez tartozott Maros Rudolf, Ligeti György, Darvas Gábor és Halász Kálmán, akik szintén új utakat kerestek a zeneszerzésben.
1950 és 1991 között a Zeneművészeti Főiskola tanára, ahol Szabolcsi Bence és Bartha Dénes mellett asszisztált a hazai zenetudományi tanszék alapításánál.
Zenetudósként szövegpublikációkkal és bibliográfiákkal szolgálta a magyar zene két nagy mesterének – Kodálynak és Bartóknak – kultuszát. Leginkább a Bartók-filológiában szerzett elévülhetetlen érdemeket Szőllősy. Létrehozta Bartók műveinek könnyen kezelhető és számos nyelvre lefordított azonosító jegyzékét, amelyet „Sz” betű jelzéssel ma is világszerte használnak a hangversenyműsorokon és a CD-ken.

## Díjak, elismerések
- A rádiótársaságok 1970-es párizsi Tribünjén első helyezést kapott a III. Concerto (1968), minek következtében művét világszerte műsorra tűzték.
- Erkel Ferenc-díj (1971)
- Kossuth-díj (1985)
- Bartók–Pásztory-díj (1986, 1998)
- „Commandeur de l’Ordre des Arts et des Lettres” a francia kormány által adományozott cím (1987)
- A Széchenyi Irodalmi és Művészeti Akadémia tagjainak sorába választották 1993-ban.
- A Magyar Köztársasági Érdemrend középkeresztje a csillaggal (polgári tagozat) (2006)
- Széchenyi-díj (2007)

## Főbb művei

### Zeneművek
- Csendes kévébe, József Attila-miniatűr 1947
- Kolozsvári éjjel – énekhangra és fúvóskvintettre, Jékely Zoltán költeményére, Török Erzsinek dedikálva 1955
- Nyugtalan ősz szólókantáta – bariton hangra és zongorára, Radnóti Miklós versére 1955
- I. Concerto 1959
- III. Concerto 1968
- Trasfigurazioni – zenekarra 1972
- Sonorità 1974
- Pro somno Igoris Stravinsky quieto 1978
- In Pharisaeos – vegyes karra 1982
- Planctus Mariae – női karra, az 1956. október 23-án elhunyt édesanyát sirató kórusmű
- Fabula Phaedri – hat férfi szólistára (két alt, egy tenor, két bariton, egy basszus), a King’s Singers együttes megrendelésére 1982
- In Phariseos – vegyes karra, 1982
- Miserere – szextett (a King´s Singers együttes megrendelésére) 1984
- Tristia per archi – (Maros-sirató) Maros Rudolf emlékére 1983
- Töredékek – dalciklus mezzoszoprán hangra, fuvolára és mélyhegedűre (a szöveget a szerző állította össze Lakatos István költeményeiből) 1985
- Elégia – fúvósötösre és vonósötösre
- Vonósnégyes 1988
- Paesaggio con morti (Tájkép halottakkal) – zongorára, Frankl Péternek 1988
- Passacaglia Achatio Máthé, in memoriam – szólógordonkára és vonósnégyesre 1997
- Addio Kroó György emlékére – szólóhegedűre és vonós kamaraegyüttesre (négy hegedű, két brácsa, két cselló és nagybőgő) 2002
- 31 filmhez, 17 színpadi darabhoz és 18 rádiójátékhoz komponált zenét. Ezek közül is kiemelkedik a Mikszáth Kálmán hasonló című regénye alapján elkészített A fekete város c. film zenéje. Vele dolgozott Hegedűs Géza, Sára Sándor, Kósa Ferenc, Gaál István, a színházak pedig Vörösmarty-, Móricz-, Szophoklész-, Plautus-, Shakespeare- és Brecht-darabok előadásaihoz rendeltek zenét tőle.

### Publikációk
- A mi dalaink. Ifjúsági daloskönyv; 7. kiad.; átdolg., bőv. jegyz. Szőllősy András;Ifjú Erdély, Kolozsvár, 1942
- Kodály művészete; Pósa Károly Könyvkereskedő, Budapest, 1943
- Bartók Béla válogatott zenei írásai; összeáll. Szőllősy András, bev., jegyz. Szabolcsi Bence; Magyar Kórus, Budapest, 1948 (A zenetörténet kézikönyvei, 3.)
- Szőllősy András: Kodály-jegyzék 1953
- Kodály Zoltán: A zene mindenkié; szerk. Szőllősy András, sajtó alá rend. Martos Vilmos; Zeneműkiadó, Budapest, 1954
- Bartók Béla válogatott írásai; sajtó alá rend. Szőllősy András; Művelt Nép, Budapest, 1956
- Arthur Honegger; Gondolat, Budapest, 1960 (Kis zenei könyvtár, 16.)
- Bartók Béla összegyűjtött írásai I.; közread. Szőllősy András; Zeneműkiadó, Budapest, 1966
- Bartók Béla műveinek jegyzéke (Bibliographie der Werke Béla Bartóks, 1972, magyarul 1976)